# دکس‌ایبوپروفن

دکس‌ایبوپروفن(به انگلیسی: Dexibuprofen) یک داروی ضدالتهاب غیر استروئیدی (NSAID) است. این دارو، انانتیومرِ راست گردِ ایبوپروفن است. اکثر فرمولاسیون‌های ایبوپروفن حاوی مخلوط راسمیک از هر دو ایزومر نوری این مولکول هستند.

## همچنین ببینید
- داروی انانتیوپیور
- دست‌سانی (کایرالیته)